# 呼吸調節
呼吸調節とは、脳中枢が呼吸を調節することである。

## 呼吸調節
呼吸調節によって、呼吸速度と深さが決定され、動脈血液中の酸素分圧が一定に保たれる。呼吸パターンは、例えば運動時には、呼吸数や換気量を変化させ酸素の摂取量を増やすなど、様々な状況に対応して速やかに変化する必要がある。呼吸パターンの調節は中枢神経系で行われ、なかでも脳幹部延髄に位置している呼吸中枢が重要な働きをしている。

## 呼吸中枢と呼吸パターン
呼吸中枢の調節で重要な信号は、(1)動脈血酸素分圧（Pao₂基準値80～100mmHg）(2)動脈血二酸化炭素分圧（Paco₂基準値35～45mmHg）の信号である。
Paco₂に敏感に反応するのは、延髄にある中枢化学受容野である。ここからの信号が主に呼吸を調節している。
Pao₂に反応するのは、頸動脈小体と大動脈小体に存在する末梢化学受容体である。やや感度が低く、ある程度低酸素状態（Pao₂60mmHg以下）になった時に初めて反応する。しかし、Paco₂が異常に高い状態が長期間継続するとPaco₂に対する中枢化学受容野の反応性が低下してしまうため、低酸素状態に対する末梢化学受容体からの信号が呼吸中枢を刺激する唯一の入力になる。この状態で、高濃度の酸素濃度を吸引させると、Pao₂が急激にあがり、末梢化学受容体からの信号が途絶え呼吸維持が困難になる。これを、CO₂ ナルコーシスという。